# Maria da Conceição (taekwondo)
Maria da Conceição es una deportista brasileña que compitió en taekwondo. Ganó una medalla de plata en el Campeonato Panamericano de Taekwondo de 1994 en la categoría de –47 kg.

## Palmarés internacional
| Campeonato Panamericano | Campeonato Panamericano | Campeonato Panamericano | Campeonato Panamericano |
| Año                     | Lugar                   | Medalla                 | Categoría               |
| ----------------------- | ----------------------- | ----------------------- | ----------------------- |
| 1994                    | Heredia (Costa Rica)    | Medalla de plata        | –47 kg                  |